# Ляшко Віктор Кирилович
Ляшко Віктор Кирилович (нар. 24 квітня 1980, с. Осова, Дубровицький район, Рівненська область) — український лікар. Міністр охорони здоров'я України з 20 травня 2021 року. Головний державний санітарний лікар України. Член Ради національної безпеки і оборони України (з 7.2.2025).Заслужений лікар України (2020).

## Життєпис
Віктор Ляшко народився 24 квітня 1980 року в селі Осова на Рівненщині. У 2003 році закінчив Медичний університет ім. Богомольця.
У 2003—2010 роках працював в санітарно-епідеміологічній службі в Київській області. Пізніше перейшов до МОЗ, почавши роботу головним спеціалістом, ставши врешті директором департаменту Держсанепідслужби України. З 2013 року до початку 2014 року був керівником Київського обласного лабораторного центру Держсанепідслужби України.
З 2014 року по лютий 2018 року — голова ГО «Інфекційний контроль в Україні». За цей час організація реалізувала грантовий проєкт «Розробка та впровадження оптимальної моделі амбулаторного лікування хворих на туберкульоз та їх соціального супроводу, як ефективний спосіб покращення результатів лікування туберкульозу в Україні». А з 2015 по 2018 рік виступав консультантом з питань громадського здоров'я в «Реформі ВІЛ-послуг в дії» — проєкті USAID. Крім того, з 2014 по 2016 рік Віктор Ляшко був одним з експертів Реанімаційного пакета Реформ.
У 2018 році Віктор Ляшко був членом громадської організації «Платформа здоров'я». І в тому ж 2018 році Віктор Ляшко повернувся на державну службу, зайнявши пост заступника генерального директора Центру громадського здоров'я при Володимирі Курпіті.
24 грудня 2019 року Ляшка призначили заступником міністра охорони здоров'я України Зоряни Скалецької. На цій посаді він брав участь в евакуації громадян України з охопленого епідемією COVID-2019 міста Ухань в Китаї, регулярно озвучував останні відомості про цю евакуації засобам масової інформації.
З 11 березня 2020 року — головний санітарний лікар України.
З 20 травня 2021 року — міністр охорони здоров'я.

## Громадська діяльність
Входить до Поважної ради Громадської ініціативи «Орден святого Пантелеймона».
Входить до складу Української наглядової ради Superhumans Center - всеукраїнського сучасного центру з протезування, реконструктивної хірургії, реабілітації та психологічної підтримки постраждалих від війни дорослих і дітей.

## Особисте життя
Одружений. Дружина — Ірина. Має дочку Дар'ю.

## Післядипломна освіта
- 2017 — Барселонський курс ВООЗ з посилення систем охорони здоров'я для покращення контролю та лікування туберкульозу.
- 2016 — слухач курсу тематичного удосконалення «Сучасні аспекти громадського здоров'я», який організував Національний медичний університет ім. Богомольця у співпраці з Каліфорнійським університетом (Сан-Франциско).
- 2014 — Bureau Veritas отримав сертифікат внутрішнього аудитора: Food Safety System Certification 22000 of Food Safety Management System, acknowledged by GFSI (based on ISO 22000:2005, ISO/TS 22002-1:2009 and ISO 19011:2011 Standards).
- Успішно завершив навчання в Літній школі «Управління в трансформованій системі охорони здоров'я» (18-22.06.2014) та в двох Зимових школах «Громадське здоров'я в Україні» (18-23.01.2016 та 30.01-04.02.2017) з отриманням сертифікатів за підписом Міністра охорони здоров'я.

## Цікаві факти
Запустив нормативні зміни, які зобов'язали з 1 жовтня 2021 року всі заклади охорони здоров'я видавати електронні лікарняні. Електронні лікарняні — це прозорий, зручний для пацієнта і підзвітний для лікаря процес фіксації надання медичних послуг та подальших страхових виплат. Пацієнту більше не доводиться витрачати свій час на паперову тяганину. 
У 2022 році запровадив в Україні розширений неонатальний скринінг новонароджених — комплексне обстеження на 21 захворювання з метою своєчасного виявлення рідкісних (орфанних) генетичних захворювань.
Віктора Ляшка обрано до складу Виконавчого комітету ВООЗ від субрегіональної групи «С» ЄРК ВООЗ на трирічний термін (з травня 2023 року до травня 2026 року)

## Нагороди
- Орден «За заслуги» III ст. (23 серпня 2022)  —за значні заслуги у зміцненні української державності, мужність і самовідданість, виявлені у захисті суверенітету та територіальної цілісності України, вагомий особистий внесок у розвиток різних сфер суспільного життя, відстоювання національних інтересів нашої держави, сумлінне виконання професійного обов'язку.[14]